# Carole Bouquet
Carole Bouquet (18. august 1957 i Neuilly-sur-Seine) er en fransk skuespillerinde.

## Filmografi
| År   | Film                                     | Rolle                             | TV serie afsnit                         |
| ---- | ---------------------------------------- | --------------------------------- | --------------------------------------- |
| 2011 | Impardonnables                           | Judith                            |                                         |
| 2011 | Le grand restaurant II                   | Den ombejlede domina              |                                         |
| 2010 | Libre échange                            | Marthe                            |                                         |
| 2010 | Protéger & servir                        | Aude Lettelier                    |                                         |
| 2010 | Le mystère                               | Chloé                             |                                         |
| 2009 | Je vais te manquer                       | Julia                             |                                         |
| 2009 | L'éloignement                            | (TV movie) Denise                 |                                         |
| 2008 | Les enfants de Timpelbach                | Mme Drohne                        |                                         |
| 2008 | Les hauts murs                           | Moderen til linedanseren          |                                         |
| 2007 | Si c'était lui...                        | Hélène                            |                                         |
| 2006 | Un ami parfait                           | Anna                              |                                         |
| 2006 | Aurore                                   | Dronningen                        |                                         |
| 2005 | L'enfer Marie                            | Moderen                           |                                         |
| 2005 | Travaux, on sait quand ça commence...    | Chantal Letellier                 |                                         |
| 2005 | Nordeste                                 | Hélène                            |                                         |
| 2004 | Les fautes d'orthographe Geneviève Massu | Lederen af kontoret               |                                         |
| 2004 | Sex & the City                           | Juliet                            | An American Girl in Paris: Del 2 (2004) |
| 2004 | Feux rouges                              | Hélène                            |                                         |
| 2003 | Bienvenue chez les Rozes                 | Béatrice                          |                                         |
| 2002 | Ruy Blas                                 | Dronningen                        |                                         |
| 2002 | Blanche                                  | Anne d'Autriche                   |                                         |
| 2002 | Embrassez qui vous voudrez               | Lulu                              |                                         |
| 2001 | Wasabi                                   | Sofia                             |                                         |
| 2001 | Madame De...                             | Madame de...                      |                                         |
| 2000 | Bérénice                                 | Bérénice                          |                                         |
| 2000 | Le pique-nique de Lulu Kreutz            | Anna Ghirardi                     |                                         |
| 1999 | Un pont entre deux rives                 | Mina                              |                                         |
| 1998 | En plein coeur                           | Viviane Farnese                   |                                         |
| 1997 | Le rouge et le noir                      | Louise de Rénal                   |                                         |
| 1997 | Lucie Aubrac                             | Lucie Aubrac                      |                                         |
| 1994 | Grosse fatigue                           | Carole Bouquet                    |                                         |
| 1994 | A Business Affair                        | Kate Swallow                      |                                         |
| 1993 | Tango                                    | Kvindelig gæst                    |                                         |
| 1991 | Donne con le gonne                       | Margherita                        |                                         |
| 1989 | Bunker Palace Hôtel                      | Clara                             |                                         |
| 1989 | Trop belle pour toi                      | Florence Barthélémy/Colettes nabo |                                         |
| 1989 | New York Stories                         | Princess Soroya                   |                                         |
| 1987 | Jenatsch                                 | Lucrezia von Planta               |                                         |
| 1986 | La coda del diavolo                      | Eleonore                          |                                         |
| 1986 | Double messieurs                         | Hélène                            |                                         |
| 1985 | Spécial police                           | Isabelle Rodin                    |                                         |
| 1984 | Nemo                                     | Rals-Akrai                        |                                         |
| 1984 | Rive droite, rive gauche                 | Babée Senanques                   |                                         |
| 1984 | Le bon roi Dagobert                      | Héméré                            |                                         |
| 1983 | Mystère                                  | Mystère                           |                                         |
| 1982 | Bingo Bongo                              | Laura                             |                                         |
| 1981 | Tag der Idioten                          | Carole                            |                                         |
| 1981 | Agent 007 - Strengt fortroligt           | Melina Havelock                   |                                         |
| 1980 | Blank Generation                         | Nada                              |                                         |
| 1979 | Buffet froid                             | Den unge kvinde til sidst         |                                         |
| 1979 | L'oeil de la nuit                        | Lena                              | Le vin des Carpathes                    |
| 1979 | Il cappotto di Astrakan                  | Valentine                         |                                         |
| 1977 | Les rebelles                             | Nilca                             |                                         |
| 1977 | Begærets dunkle mål                      | Conchita                          |                                         |
| 1977 | La famille Cigale                        | Béatrice Damien-Lacour            |                                         |